# Тигроловы
«Тигроло́вы» (укр. Тигролови) — приключенческий роман с автобиографическими элементами украинского писателя Ивана Багряного, написанный в 1944 году под названием «Звероловы». Роман впоследствии был переработан и издан в 1946 году под названием «Тигроловы». Отдельными изданиями на украинском языке роман публиковался в Детройте (1955 и 1991) и Нью-Йорке (1970), а также был издан в переводах на английский, немецкий, голландский и русский языки.

## История
Находясь на оккупированной немцами Западной Украине, скрываясь от гестаповцев в Моршине, Иван Багряный написал роман за 14 дней. Основой сюжета стал случай из притаёжной жизни (автор, осуждённый по политическим мотивам, в 1930-е годы находился в спецпоселениях и лагерях Дальнего Востока):
Мне не надо было ничего придумывать. Жизнь толпилась в моей душе и вырывалась, как Ниагара. Страну, о которой я писал, я любил, как свою вторую родину, хотя и попал в неё рабом… 

Я не просто писал, я — жил! И упивался той жизнью, повторенной с такой страшной силой, превышающей силу реальности многократно
.

## Название
Изменив название «Звероловы» на «Тигроловы», Иван Багряный усилил смысловые акценты повествования. Тигр — один из самых сильных и опасных диких зверей. Семья Сирко, живущая в единении с окружающей природой, научилась укрощать этих зверей. Образ Григория Многогрешного ассоциируется с сильным, смелым и свободолюбивым диким зверем. Иван Багряный показывает становление человека, который сможет одолеть дракона, и таким образом завоевать право своего народа на будущее. Потомок казацкой шляхты вступает в борьбу и убивает майора Медвина, олицетворяющего советскую  систему.

## Проблематика
1. Выживание человека в условиях жестокого террора;
2. Борьба добра и зла;
3. Справедливость и наказание;
4. Моральный выбор;
5. Воля к жизни и целеустремлённость;
6. Отношения человека и природы;
7. Родственные отношения;
8. Вечность вековых традиций предков;
9. Любовь;
10. Человек и общество;
11. Жизнь и смерть.

## Сюжет
Сюжетная канва романа построена вокруг двух фигур — Григория Многогрешного и майора НКВД Медвина. Их поединок — это борьба человека с миром тьмы и ада. Автор, как очевидец, изображает страшные картины издевательства над людьми, унижение их человеческого достоинства, насилия, обреченности на забвение в аду концлагерей.
Юноша уходит из эшелона смерти — и у сотен других заключённых поднимается дух, появляется надежда хоть не на спасение, а на месть своим мучителям. Блуждает в дебрях в поисках спасения и безопасного места — и спасает девушку-охотницу от разъярённой медведицы, хотя сам был на грани смерти от физического истощения. Пользуется гостеприимством украинского рода Сирко с Зелёного Клина — и становится им за сына и брата, партнёра в охоте. Влюбляется в Наталью, страдает, но скрывает свои чувства, чтобы не подвергать девушку опасности, — и даёт ей в конце концов мечту счастья взаимной любви.

## Оценка литературоведов
Отзывы и рецензии на произведение были одобрительными. Американский литературовед Уильям Хоган, прочитав произведение, заметил:
Серьёзный и волнующий талант Багряного проявляется в анализе таких вопросов, как любовь, смерть и смелость. Настолько я могу судить из немногих переводных образцов советской литературы, которые мне довелось видеть, Багряный выгодно отличается от фрагментарной, контролируемой советской художественной литературы. Потому что здесь он является самим собой…Уильям Хоган
Оценивая роман, Юрий Шерех отметил, что заслуга Ивана Багряного прежде всего в том, что он «утверждает жанр украинского приключенческого романа, украинского всем своим духом, всем направлением, всеми идеями, чувствами, характерами. Этим он говорит новое слово в украинском литературном процессе».
В. Чернограй отметил, что это произведение «является эпопеей мужественной борьбы и победы нового украинства над природой и над его врагами… Произведение высокопатриотическое, высокохудожественное и гуманное в общечеловеческом смысле».

## Экранизация
В 1994 году украинский кинорежиссёр Ростислав Синько снял по роману одноимённый фильм с Олегом Савкиным в главной роли.